# Ламджуриши
Ламджуриши (груз. ლამჯურიში) — село в Грузии, на территории Местийского муниципалитета края (мхаре) Самегрело-Верхняя Сванетия.

## География
Село находится в северо-западной части Грузии, на правом берегу реки Шавцкала Квишара (левый приток Ингури), на расстоянии приблизительно 27 километров (по прямой) к юго-востоку от посёлка городского типа Местиа, административного центра муниципалитета.

## Население
По результатам официальной переписи населения 2014 года в Ламджуриши проживало 48 человек (25 мужчин и 23 женщины). В национальной структуре населения грузины составляли 100 %.